# Drepanosticta lepyricollis
Drepanosticta lepyricollis – gatunek ważki z rodziny Platystictidae.